# 小見氏
小見、麻績（おみ）氏は、日本の氏族の一つ。

## 平姓小見氏
下総国香取郡小見郷（現・千葉県香取市小見）発祥の小見氏（小海氏）は房総平氏の氏族で、以下の流れがある。
- 匝瑳党小見氏と呼ばれる上総氏の流れ
- 千葉常胤の弟胤隆の流れ
- 椎名胤光の子胤澄の流れ
- 東胤頼の子木内胤朝の孫胤直の流れ

鎌倉時代以降、千葉氏のもとで歴史に名を残した。

## 源姓麻績氏
麻績氏（小見氏）は、信濃国筑摩郡麻績郷（現・長野県東筑摩郡麻績村）の豪族。その始まりは鎌倉時代に遡り、小笠原長親が麻績の地頭となり麻績氏を称した。即ち小笠原氏の庶流であり、阿波小笠原氏や石見小笠原氏と同祖である。
このことは「中興武家系図」に、
麻績、清和、本國信濃、小笠原阿波守長房の男、四郎長親これを称す。
とあることからも窺える。
一族の詳しい動向や系図は不明だが、諏訪頼重の側室で武田勝頼の祖母にあたる女性は小笠原の家臣 小見（麻績）氏の娘とされている。
戦国時代は、麻績氏は武田信玄の信濃侵攻によって没落し、麻績氏の一族と伝わる青柳氏の青柳清長が信玄より麻績氏の名跡を与えられて麻績城に入り、麻績清長と名乗った（麻績青柳氏）。武田氏配下時代は10騎の軍役で活動したとされている。
生島足島神社に残された武田信玄配下多数の起請文の中に麻績清永の物は２通あって異彩を放っている。前日付の決まりきった内容と異なる翌日の再提出文は国侍同士で仲良くしないこと。特に互いに元村上氏の配下であって領地を接している屋代氏や室賀氏、大日方氏とは殊更仲良くしないことを誓わされている。
こうして麻績氏は戦国時代を通じて存続し、天正十年（1582年）の武田氏滅亡の後も続き、当主頼長（清長の息子）は上杉景勝、後に小笠原貞慶に仕えたが天正十五年（1587年）9月28日、松本城内にて子息の長迪とともに誅殺され、麻績氏は滅亡した。

## 藤原姓小見氏
小見（麻績）氏は、藤原秀郷を祖とする足利氏の庶流佐野氏の流れをくむ氏族である。戦国時代の末に、佐野秀綱の弟是綱が下野国安蘇郡麻績郷（現・栃木県佐野市小見）を領し小見是綱と名乗ったことが始まり。
また、武蔵国埼玉郡小見邑（現・埼玉県行田市小見）発祥の小見氏とは同族である。